# Karel Engel
Karel Engel (28. května 1940 Praha – 30. prosince 2018) byl český zápasník a přední filmový kaskadér.
Věnoval se zápasu volném stylu a sedmkrát získal titul mistra Československa v polotěžké váze, v roce 1972 se také zúčastnil olympijských her v Mnichově.
Byl místopředsedou Českého klubu olympioniků. Od roku 2011 žil v pražských Ďáblicích.

## Filmografie (výběr)
- Limonádový Joe aneb Koňská opera (1964)
- Rozmarné léto (1967)
- Zločin v šantánu (1968)
- Čest a Sláva (1968)
- Případ pro začínajícího kata (1969)
- Čtyři vraždy stačí, drahoušku (1970)
- Princ Bajaja (1971)
- Šest medvědů s Cibulkou (1972)
- Noc na Karlštejně (1973)
- Dny zrady (1973)
- 30 případů majora Zemana (1974)
- Jak utopit dr. Mráčka aneb Konec vodníků v Čechách (1974)
- Sokolovo (1974)
- Drahé tety a já (1974)
- Sarajevský atentát (1975)
- Osvobození Prahy (1975)
- Malá mořská víla (1976)
- Zítra vstanu a opařím se čajem (1977)
- Adéla ještě nevečeřela (1977)
- Panna a netvor (1978)
- Kulový blesk (1978)
- Balada pro banditu (1978)
- Lásky mezi kapkami deště (1979)
- Božská Ema (1979)
- Arabela (1979)
- Temné slunce (1980)
- Pozor, vizita! (1981)
- Můj přítel d'Artagnan (1989)
- Záhada hlavolamu (1993)
- Arabela se vrací aneb Rumburak králem Říše pohádek (1993)